# Tarik Benhabiles
Tarik Benhabiles (Algeri, 5 febbraio 1965) è un allenatore di tennis ed ex tennista francese.

## Carriera

### Giocatore
Ottenne il suo best ranking in singolare l'8 giugno 1987 con la 22ª posizione, mentre nel doppio divenne il 27 aprile 1987, il 76º del ranking ATP.
In carriera, raggiunse in due occasioni la finale di un torneo del circuito ATP, entrambe sul suolo italiano; ciò avvenne nel 1984 al Torneo Internazionale Città di Treviso, dove venne sconfitto da Vitas Gerulaitis, e nel 1990 all'Hypo Group Tennis International, torneo vinto da Ronald Agénor.
La migliore prestazione nei tornei del grande slam fu il quarto turno raggiunto nell'Open di Francia 1987; in quel torneo superò al primo turno la testa di serie numero tredici, lo svedese Mikael Pernfors, al quale seguirono le vittorie contro Anders Järryd e Andrej Česnokov prima di soccombere per mano della testa di serie numero quattro, lo svedese Mats Wilander in quattro set.
Giocò un unico incontro di doppio, vincendolo, con la squadra francese di Coppa Davis nel 1987 contro la Corea del Sud.
Si è ritirato dall'attività agonistica nel 1992.

### Allenatore
Dal 1993 ha intrapreso l'attività di allenatore negli anni con Nicolas Escudé, Andy Roddick, Richard Gasquet, Tatiana Golovin, Benjamin Becker e Vania King.

## Statistiche

### Singolare

#### Finali perse (2)
| Legenda singolare                                    |
| Grande Slam (0)                                      |
| ATP World Tour Finals (0)                            |
| ATP Super 9 / ATP Masters Series (0)                 |
| ATP Championship Series / ATP International Gold (0) |
| ATP World Series / ATP International Series (2)      |

| Numero | Data             | Torneo                                          | Superficie        | Avversario in finale | Punteggio     |
| 1.     | 12 novembre 1984 | Torneo Internazionale Città di Treviso, Treviso | Sintetico, indoor | Vitas Gerulaitis     | 1-6, 1-6      |
| 2.     | 18 giugno 1990   | Hypo Group Tennis International, Genova         | Terra rossa       | Ronald Agénor        | 6-3, 4-6, 3-6 |

### Tornei minori

#### Singolare

##### Vittorie (3)
| Legenda tornei minori |
| Challenger (3)        |
| Futures (0)           |

| Numero | Data              | Torneo                            | Superficie  | Avversario in finale | Punteggio     |
| 1.     | 1º settembre 1986 | Messina Challenger, Messina       | Terra rossa | Simone Colombo       | 6-3, 6-7, 6-3 |
| 2.     | 23 marzo 1987     | Marrakech Challenger, Marrakech   | Terra rossa | Francisco Yunis      | 6-2, 7-5      |
| 3.     | 2 ottobre 1989    | Casablanca Challenger, Casablanca | Terra rossa | Mark Koevermans      | 7-6, 6-3      |

#### Doppio

##### Vittorie (4)
| Legenda tornei minori |
| Challenger (4)        |
| Futures (0)           |

| Numero | Data             | Torneo                          | Superficie       | Compagno         | Avversari in finale               | Punteggio     |
| 1.     | 23 marzo 1987    | Marrakech Challenger, Marrakech | Terra rossa      | Carlos Di Laura  | Jim Pugh Magnus Tideman           | 4-6, 6-3, 6-4 |
| 2.     | 4 settembre 1989 | Genova Challenger, Genova       | Terra rossa      | Eduardo Furusho  | Emilio Marturano Fabio Melegari   | 6-2, 6-2      |
| 3.     | 8 luglio 1991    | Neu Ulm Challenger, Nuova Ulma  | Terra rossa      | Olivier Delaître | Carl Limberger Diego Nargiso      | 6-4, 7-6      |
| 4.     | 4 novembre 1991  | Helsinki Challenger, Helsinki   | Sintetico indoor | Henri Leconte    | Alex Antonitsch Glenn Layendecker | 7-5, 7-6      |